# Biłeńke (obwód odeski)
Biłeńke (ukr. Біленьке) – wieś na Ukrainie, w obwodzie odeskim, w rejonie białogrodzkim, w hromadzie Szabo. W 2001 liczyła 1268 mieszkańców.